# 和晶
和晶（1969年9月25日—），回族，中國新疆巴楚人，電視節目主持人。

## 生平
1988年，和晶考入上海戲劇學院導演系，畢業後進入上海電視臺工作，1993年起主持《智力大沖浪》而成名。1997年考入上海大學和北京電影學院電影研究中心聯合辦學的中國電影史專業碩士研究生，次年畢業後轉任《有話大家說》欄目主持。
2001年，和晶辭職北上，進入中央電視臺主持《選擇》欄目，2002年9月後主持《實話實說》欄目。

## 家庭
和晶出生於新疆巴楚縣五十三團。父親和丕禪曾於石河子大學、浙江大學任教，經濟系教授。和晶是漢族和回族混血。1999年，和晶結婚，2005年生下女兒。